# جائزة ألمانيا الكبرى 1970
جائزة ألمانيا الكبرى 1970 هو سباق فورمولا 1 أقيم بتاريخ 2 أغسطس 1970 في حلبة هوكنهايم. كان الثامن من أصل 13 في بطولة العالم لسباقات الفورمولا واحد موسم 1970.